# مثبط التفاعل

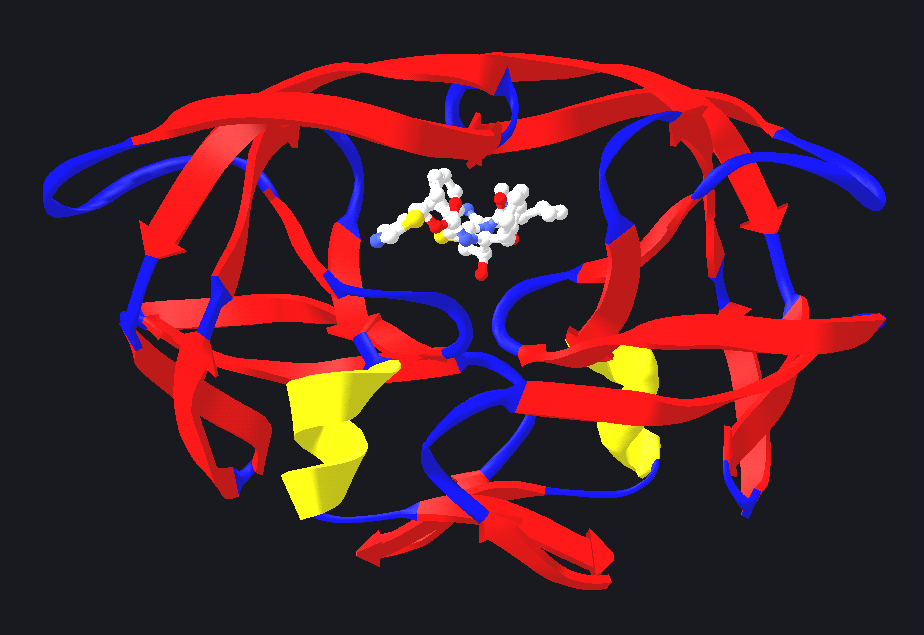

مثبطات التفاعل هي مواد تقلل من معدل التفاعل الكيميائي أو تمنعه. في المقابل، محفزات التفاعل هي المواد التي تزيد من معدل التفاعل الكيميائي.

## أمثلة
- يعمل الأسيتانيليد المضاف على إبطاء تحلل محلول بيروكسيد الهيدروجين في مخزن الأدوية مما يثبط التفاعل.

H2O2 → 2 H2O + O2 ، الذي يتم تحفيزه بالحرارة والضوء والشوائب. 

## تثبيط المحفز
يمكن للمثبط أن يقلل من فعالية المحفز في تفاعل مُحفّز (إما من قبل محفز غير بيولوجي أو من قبل إنزيم). على سبيل المثال، إذا كان المركب مشابهًا جدًا لـ (أحد) المواد المتفاعلة (ركيزة) بحيث يمكنه الارتباط بالموقع النشط للمحفز ولكنه لا يخضع للتفاعل، فإن جزيء المحفز هذا لا يمكنه أداء وظيفته لأن الموقع النشط مشغول. عندما يتم اطلاق المثبط، يكون المحفز متاحًا مرة أخرى للتفاعل.
في حالة الإنزيمات، المثبط هو أي عامل يتدخل في نشاط الإنزيم ويقلله أو يوقفه. قد تؤثر المثبطات على ارتباط الإنزيم بالركيزة، أو التحفيز (عن طريق تعديل الموقع النشط للإنزيم)، أو كليهما. يستخدم الباحثون مثبطات الإنزيم لتحديد مسارات التمثيل الغذائي وفهم آليات تفاعل الإنزيم. تم تصميم العديد من الأدوية كمثبطات للإنزيمات المستهدفة. التثبيط هو أيضا ظاهرة طبيعية. تنظم الخلايا مسارات التمثيل الغذائي عن طريق تثبيط محدد لبعض الانزيمات الرئيسية. 
تنقسم مثبطات الإنزيم إلى فئتين، المثبطات القابلة للعكس والغير قابلة للعكس.المثبطات الغير قابلة للعكس تقوم بتدمير أو تعديل الإنزيم بشكل دائم. في المقابل، تشكل المثبطات القابلة للعكس معقدًا مع الإنزيم الذي يمكن أن ينفصل ويطلق الإنزيم النشط. على سبيل المثال، يمكن أن يرتبط الإنزيم E إما بالركيزة S، لتكوين مركب ES (الذي يمكن أن ينتقل إلى المنتجات) أو بمثبط I ، لتشكيل المعقد EI.
هناك نوعان رئيسيان من المثبطات القابلة للعكس، تنافسية وغير تنافسية. يمكن عكس التثبيط التنافسي عن طريق زيادة تركيز الركيزة، في حين لا يمكن عكس التثبيط غير التنافسي بإضافة المزيد من الركيزة.

## التسمم
من المهم التمييز بين تثبييط المحفز وتسممه . يعيق المثبط عمل المحفز فقط دون تغييره، بينما في حالة تسمم المحفز يخضع المحفز لتفاعل كيميائي لا رجوع فيه في البيئة المعنية (يمكن استعادة المحفز النشط فقط من خلال عملية منفصلة).

## الفاعلية
يمكن تصنيف المثبطات كمثبطات تمنع الأيض بشكل متوقع عبر مسار أيضي معين وتستخدم هذه الإنزيمات بشكل شائع في دراسات التداخل الدوائي السريري المحتملة.
يمكن تصنيف مثبطات CYP حسب فاعليتها، على سبيل المثال:
1. المثبط القوي هو الذي يسبب زيادة 5 أضعاف على الأقل في قيم AUC في البلازما، أو انخفاض بنسبة 80٪ في تصفية الركائز (أكثر من 1.8 مرة أبطأ من معدل التصفية المعتادة).
2. المثبط المعتدل هو الذي يسبب زيادة بمقدار الضعفين على الأقل في قيم AUC للبلازما، أو انخفاض بنسبة 50-80٪ في تصفية الركائز (على الأقل 1.5-1.8 مرة أبطأ من سرعة التصفية المعتادة).
3. المثبط الضعيف هو الذي يتسبب في زيادة 1.25 ضعف على الأقل ولكن أقل من ضعفين في قيم AUC في البلازما ، أو انخفاض بنسبة 20-50 ٪ في تصفية الركائز (على الأقل 1.2-1.5 مرة أبطأ من معدل التصفية المعتادة).